# Alaksandr Radzinski
Alaksandr Mikałajewicz Radzinski (błr. Аляксандр Мікалаевіч Радзінскі, ros. Александр Николаевич Рядинский – Aleksandr Nikołajewicz Riadinski; ur. 1 kwietnia 1978 w Mińsku) – białoruski hokeista, reprezentant Białorusi, olimpijczyk.

## Kariera
- Junost' Mińsk (1995-1999)
- Anchorage Aces (1998)
- Lincoln Stars (1998-1999)
- Arkansas RiverBlades (1999-2000)
- Toledo Storm (2000)
- HK Kieramin Mińsk (2000-2008)
- Junost' Mińsk (2008-2011)
  -  Dynama Mińsk (2009-2010)
  -  HK Szachcior Soligorsk (2009-2010)
- HK Nioman Grodno (2011-2012)
- Sokił Kijów (2012-2013)
- Mietałłurg Żłobin (2013-2015)
- Junost' Mińsk (2015-2016)
- HK Szachcior Soligorsk (2016/2017)
- Podhale Nowy Targ (2017)

Wychowanek Junosti Mińsk. Wieloletni zawodnik w białoruskiej ekstralidze. Przez dwa sezony grał w USA w ligach WCHL, USHL i ECHL. Od stycznia 2014 ponownie zawodnik Junosti Mińsk. Przedłużał kontrakt w maju 2015 i w czerwcu 2016. W trakcie sezonu 2016/2017 przeszedł do Szachciora Soligorsk, skąd odszedł w styczniu 2017. Od końca stycznia 2017 do końca sezonu Polskiej Hokej Ligi 2016/2017 zawodnik Podhala Nowy Targ.
Występował w kadrach juniorskich kraju na turniejach mistrzostw Europy do lat 18 w 1996, mistrzostw świata juniorów do lat 20 1997, 1998. W kadrze seniorskiej uczestniczył w turniejach mistrzostw świata 2003, 2005, 2006, 2007, 2009, 2010, 2011 oraz zimowych igrzysk olimpijskich 2010.

## Sukcesy
Klubowe
- Srebrny medal mistrzostw Białorusi: 2000, 2001, 2003, 2004, 2005, 2007 z Kieraminem Mińsk, 2015 z Junostią Mińsk, 2012 z Niomanem Grodno
- Złoty medal mistrzostw Białorusi: 2002, 2008 z Kieraminem Mińsk, 2009, 2010, 2011, 2016 z Junostią Mińsk
- Puchar Białorusi: 2002, 2008 z Kieraminem Mińsk, 2009, 2010 z Junostią Mińsk
- Mistrzostwo Wschodnioeuropejskiej Ligi Hokejowej: 2003, 2004 z Kieraminem Mińsk
- Drugie miejsce w Pucharze Kontynentalnym: 2010, 2012 z Junostią Mińsk
- Puchar Kontynentalny: 2007, 2011 z Junostią Mińsk
- Brązowy medal mistrzostw Ukrainy: 2013 z Sokiłem Kijów

Indywidualne
- Ekstraliga białoruska w hokeju na lodzie (2008/2009): najlepszy obrońca sezonu
- Ekstraliga białoruska w hokeju na lodzie (2009/2010):
  - Czwarte miejsce w klasyfikacji asystentów w fazie play-off: 8 asyst[8]